# HD 435
HD 435 — звезда в созвездии Рыб на расстоянии около 254 световых лет от нас.

## Характеристики
HD 435 — звезда G-класса 8,477 величины, невидимая невооружённым глазом. Впервые в астрономической литературе она упоминается в каталоге Генри Дрейпера, изданном в начале XX века. Она имеет массу, равную 1,08 массы Солнца. Возраст звезды оценивается приблизительно в 5,2 миллиардов лет. Планет в данной системе пока обнаружено не было.